# Charlie Kaufman
Charles Stuart "Charlie" Kaufman (sinh ngày 19 tháng 11 năm 1958) là một biên kịch, đạo diễn, nhà sản xuất và người viết lời thoại người Mỹ. Ông viết những bộ phim Being John Malkovich (1999), Adaptation (2002) và Eternal Sunshine of the Spotless Mind (2004). Ông có vai đạo diễn đầu tay với Synecdoche, New York, phim nhận được nhiều đánh giá tích cực; nhà phê bình Roger Ebert gọi đây là "bộ phim hay nhất thập niên" năm 2009. Bộ phim kế tiếp là Anomalisa (2015).